# Barkmeijer Shipyards

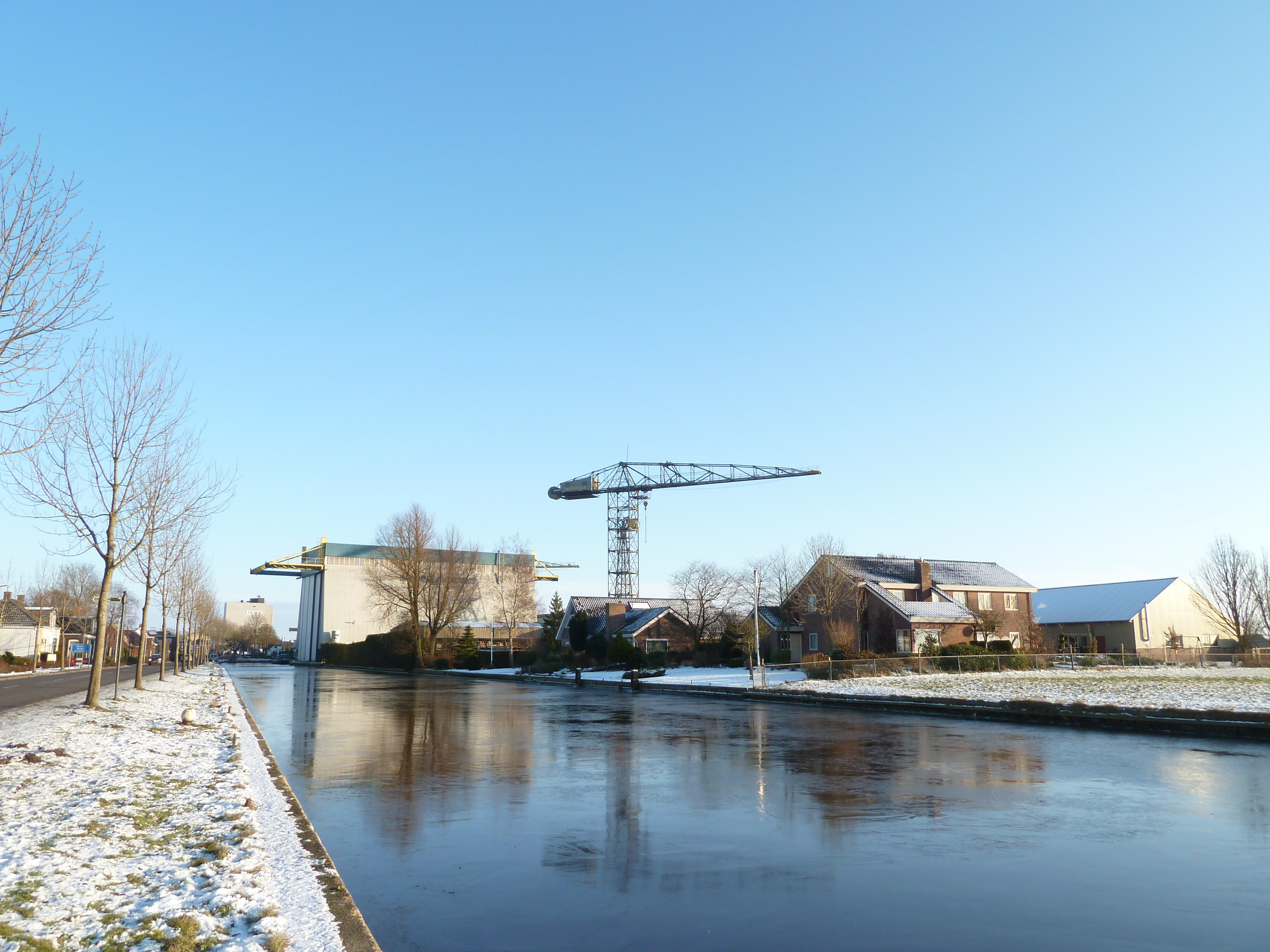
Die Barkmeijer-Werft

Die mittelständische niederländische Schiffswerft Barkmeijer Shipyards BV liegt in Stroboos am Prinses-Margriet-Kanal.

## Geschichte
Das Unternehmen geht auf den aus Deutschland zugewanderten Schiffszimmerer Gerrit Jans Berkmeijer zurück, der 1813 eine bestehende Werft von Jelle Jeens de Boer in Nietap übernahm. Mehrere Generationen der Schiffbauerfamilie betrieben Werften in Briltil, Groningen, Sneek, Dokkum, Birdaard und Hoogkerk. Der Werftbetrieb in Stroobos wurde 1850 von Douwe Gerrits Barlcneijer und seiner Frau Dieuwke Tjipkes Posthumus erworben. 
Nach einer Insolvenz der Barkmeijer Stroobos BV im Jahr 2018 gehört das Unternehmen seit 2019 als Barkmeijer Shipyards zu Thecla Bodewes Shipyards. Es können Schiffe bis zu 140 Meter Länge gebaut werden. Neben dem Schiffbau ist das Unternehmen auch in der Reparatur tätig.